# Einav
Einav (héberül: עֵנָב) kibuc Ciszjordánia északi részén, a palesztin Ramin falu szomszédságában. Az 57-es főúton, Avnei Hefetz és Savei Somron között, a vallásos és ortodox zsidó közösségek között található. A Shomron Regionális Tanács önkormányzati fennhatósága alá tartozik.
Einav települését a Biblia Józsuénak az óriásokkal vívott háborúja kapcsán említi: "És eljött Józsué abban az időben, és levágta az óriásokat a hegyről, Hebronból, Debirből, Anábból és Júda egész hegyéről." Ezt a nevet a Hebron-hegység déli részén található Khirbet Anab nevű lelőhelyen őrzik meg, és nem messze onnan 1982-ben hozták létre a szőlőhöz kapcsolódó szimbolikus fogalomra utaló Eshkolot közösségi települést.

## Történelme
A települést 1981 decemberében alapította az Amana szervezet a Shomron régióban, és a Shomron Regionális Tanács fennhatósága alá tartozik. 2021-re lakossága elérte a 983 főt. A község Einav ("szőlőfürt") neve a környék egykori virágzó szőlőültetvényeire utal, emellett az itt korábban volt palesztin Anbata falu nevére is visszavezethető. A településnév tehát szimbolikus emlékeztető a terület múltjára és a jelenlegi izraeli jelenlétre a Shomron térségében.

## Képtár

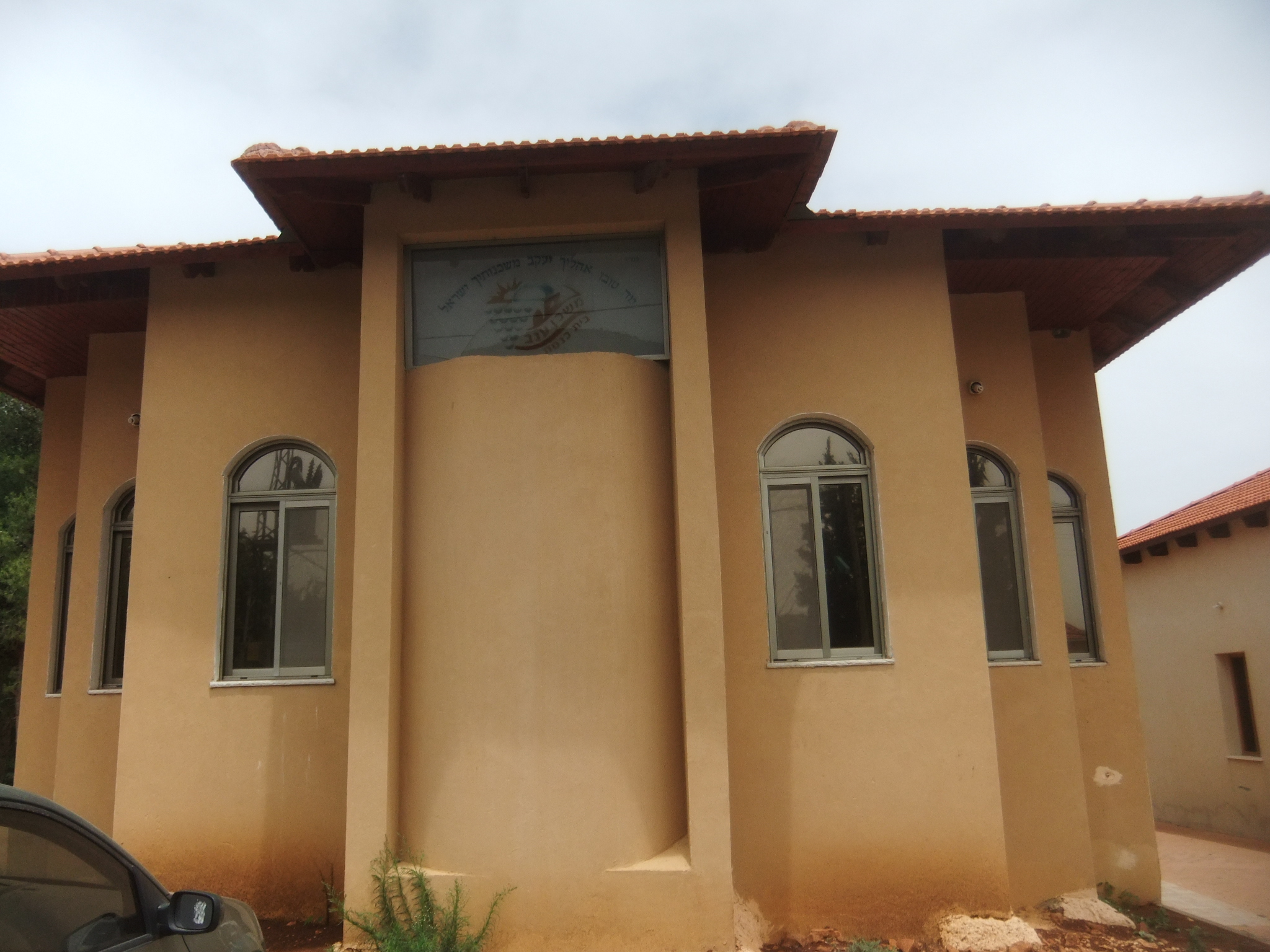
Einav Zsinagóga
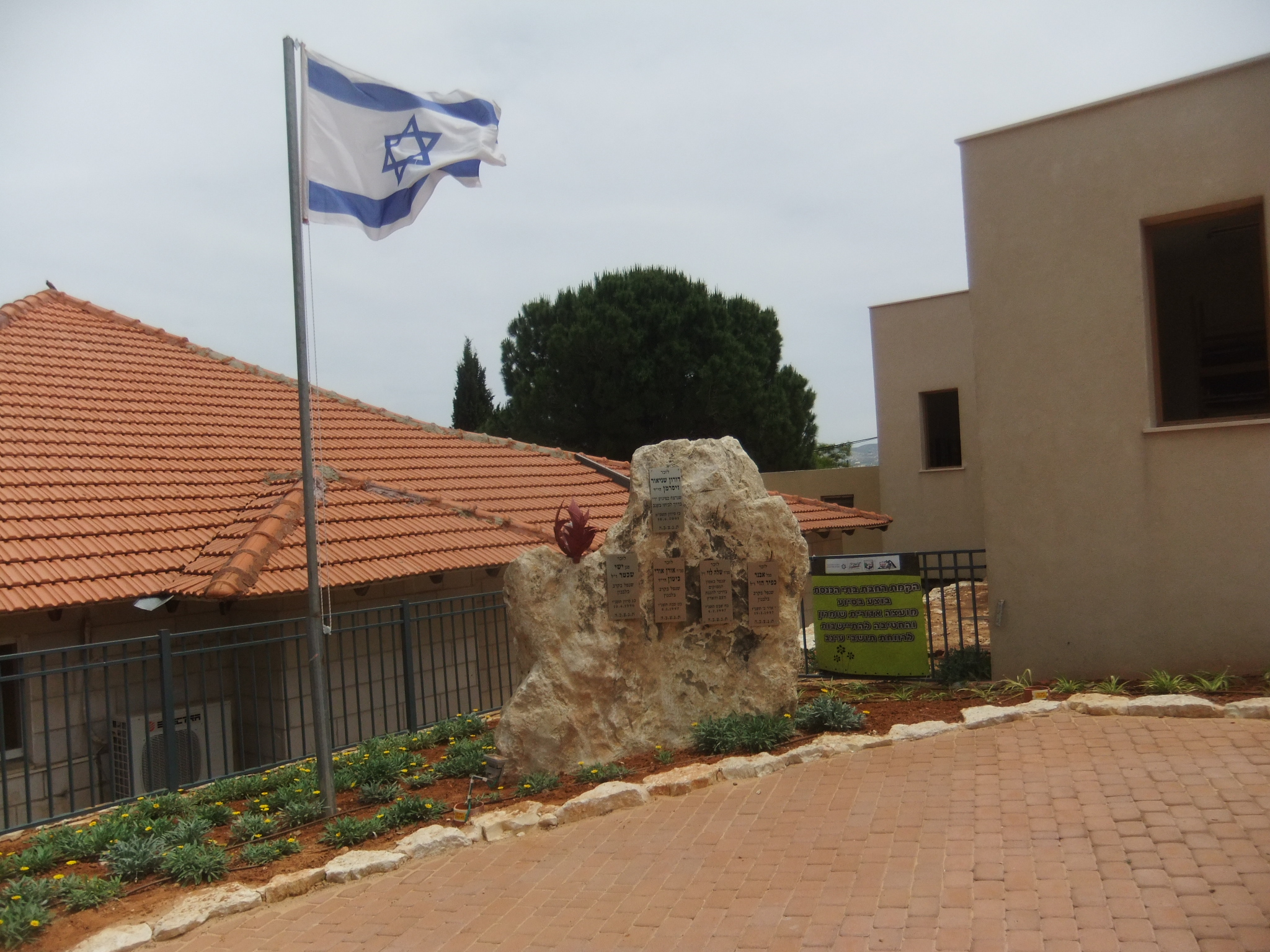
Emlékmű az Einavban
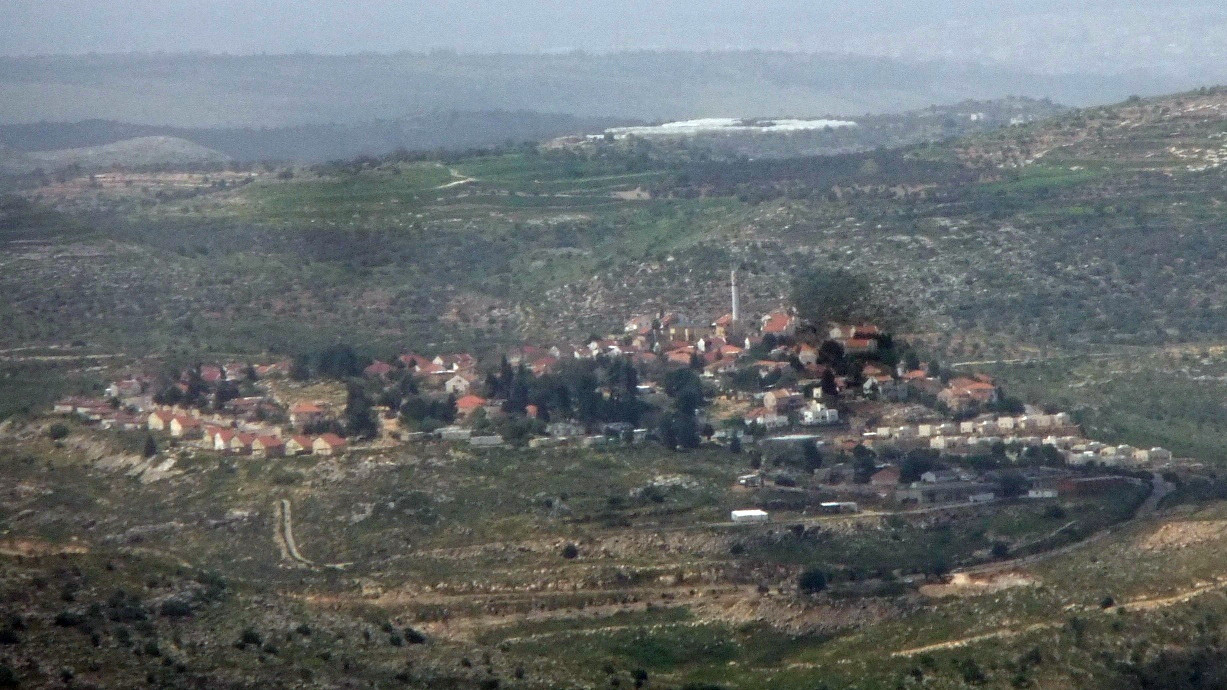
Einav

## Fordítás
Ez a szócikk részben vagy egészben  az   Einav című angol Wikipédia-szócikk ezen változatának fordításán alapul.  Az eredeti cikk szerkesztőit annak laptörténete sorolja fel. Ez a jelzés csupán a megfogalmazás eredetét és a szerzői jogokat jelzi, nem szolgál a cikkben szereplő információk forrásmegjelöléseként.